# Argagnon
Argagnon é uma comuna francesa na região administrativa da Nova Aquitânia, no departamento dos Pirenéus Atlânticos. Estende-se por uma área de 9,39 km². Em 2010 a comuna tinha 728 habitantes (densidade: 77,5 hab./km²).